# Anna Seniuk

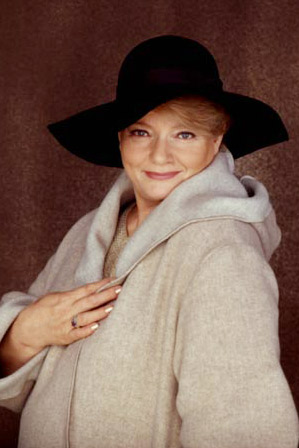
Anna Seniuk

Anna Seniuk (* 17. November 1942 in Stanislau, Generalgouvernement) ist eine polnische Schauspielerin.

## Biografie
Anna Seniuk schloss die staatliche Schauspielschule in Krakau 1964 ab und debütierte noch im gleichen Jahr am Stary Teatr, Krakau. Bis 1970 war sie hier Ensemblemitglied und wechselte dann nach Warschau zum Teatr Ateneum. Sie war in den weiteren Jahren ebenfalls Ensemblemitglied am Teatr Powszechny, Warschau (1977–1982), Teatr Polski, Warschau (1982–1991) und von 1991 bis 2003 wieder am Teatr Ateneum. Seit 2003 gehört sie dem Ensemble des Polnischen Nationaltheaters an.
Neben dem Theater war sie immer wieder auch in Filmen zu sehen. Berühmtheit erlangte sie in der erfolgreichsten polnischen Fernsehserie der 1970er Jahre Czterdziestolatek unter der Regie von Jerzy Gruza.

## Wichtige Arbeiten am Theater (Auswahl)
- 1964 – Die Verrückte von Chaillot von Jean Giraudoux – Irma – Regie: Zygmunt Hubner
- 1965 – König Heinrich IV. von William Shakespeare – Lady Mortimer – Regie: Jerzy Jarocki
- 1965 – Die Un-göttliche Komödie von Zygmunt Krasiński – Jungfrau – Regie: Konrad Swinarski
- 1966 – Der Menschenfeind von Molière – Eliante – Regie: Zygmunt Hubner
- 1967 – Totentanz von August Strindberg – Judith – Regie: Bogdan Hussakowski
- 1969 – Drei Schwestern von Anton Tschechow – Natascha – Regie: Jerzy Jarocki
- 1970 – Peer Gynt von Henrik Ibsen – Solveig – Regie: Maciej Prus
- 1971 – Die Zofe von Jean Genet – Solange – Regie: Henryk Baranowski
- 1972 – Die Küche von Arnold Wesker – Monika – Regie: Janusz Warmiński
- 1978 – Die Rache von Aleksander Fredro – Podstolina – Regie: Zygmunt Hubner
- 1983 – Die Rache von Aleksander Fredro – Podstolina – Regie: Kazimierz Dejmek
- 1986 – Dame und Husar von Aleksander Fredro – Frau Orgonowa – Regie: Andrzej Łapicki
- 1987 – Portrait von Sławomir Mrożek – Oktavia – Regie: Kazimierz Dejmek
- 1992 – Die Erzählung der Magd Zerline von Hermann Broch – Zerline – Regie: Kazimierz Kutz
- 1999 – Die Moral der Frau Dulska von Gabriela Zapolska – Frau Dulska – Regie: Tomasz Zygadło
- 2004 – Tod eines Handlungsreisenden von Arthur Miller – Linda – Regie: Kazimierz Kutz
- 2005 – Kosmos von Witold Gombrowicz – Kulka – Regie: Jerzy Jarocki

## Filmografie (Auswahl)
- 1968: Die Puppe (Lalka) – Regie: Wojciech Has
- 1971: Kardiogramm (Kardiogram) – Regie: Roman Załuski
- 1972: Tötet das schwarze Schaf (Zabijcie czarną owcę) – Regie: Jerzy Passendorfer
- 1974: Sintflut (Potop) – Regie: Jerzy Hoffman
- 1976: Ich bin ein Schmetterling (Motylem jestem, czyli romans 40-latka) – Regie: Jerzy Gruza
- 1978: Rückfahrkarte (Bilet powrotny) – Regie: Ewa Petelska
- 1979: Die Mädchen von Wilko (Panny z Wilka) – Regie: Andrzej Wajda
- 1979: Kung-Fu – Regie: Janusz Kijowski
- 1979: Der Vater der Königin (Ojciec królowej) – Regie: Wojciech Solarz
- 1982: Das Dorf (Konopielka) – Regie: Witold Leszyński
- 1990: Hitlerjunge Salomon – Regie: Agnieszka Holland
- 1993: Der Fall Pekosinski (Przypadek Pekosinskiego) – Regie: Grzegorz Królikiewicz